# Maddaloni
Maddaloni község (comune) Olaszország Campania régiójában, Caserta megyében.

## Fekvése
A megye délkeleti részén fekszik, Caserta városától 5 km-re délkeleti irányban. Határai: Acerra, Caserta, Cervino, Marcianise, San Felice a Cancello, San Marco Evangelista, Santa Maria a Vico, Valle di Maddaloni és San Nicola la Strada. A Tifatini-hegység lábainál fekszik.

## Története
Első említése 774-ből származik. A 9. században itt leltek menedékre a szaracénok által elpusztított Calatia lakosai. A következő századokban nemesi birtok volt. A 19. században nyerte el önállóságát, amikor a Nápolyi Királyságban felszámolták a feudalizmust.

## Népessége
A népesség számának alakulása:

## Főbb látnivalói
Legjelentősebb épülete a Palazzo Caraffa, amely az egykori maddaloni hercegi család után kapta nevét. Másik nevezetes épülete a Giordano Brunoról elnevezett kollégium. 
Maddalonitól 4 km-re keletre (Valle di Maddaloni területén) található a Ponte della Valle, egy vízvezeték, amelyet III. Károly megbízásából építettek, hogy a Tiburno folyó vizét Casertába szállítsa. A vízvezeték ezen a helyen három árkádsorból épül fel és közel 600  m magas.